# Erikli, Divriği
Erikli là một xã thuộc huyện Divriği, tỉnh Sivas, Thổ Nhĩ Kỳ. Dân số thời điểm năm 2011 là 38 người.